# 노비이친구

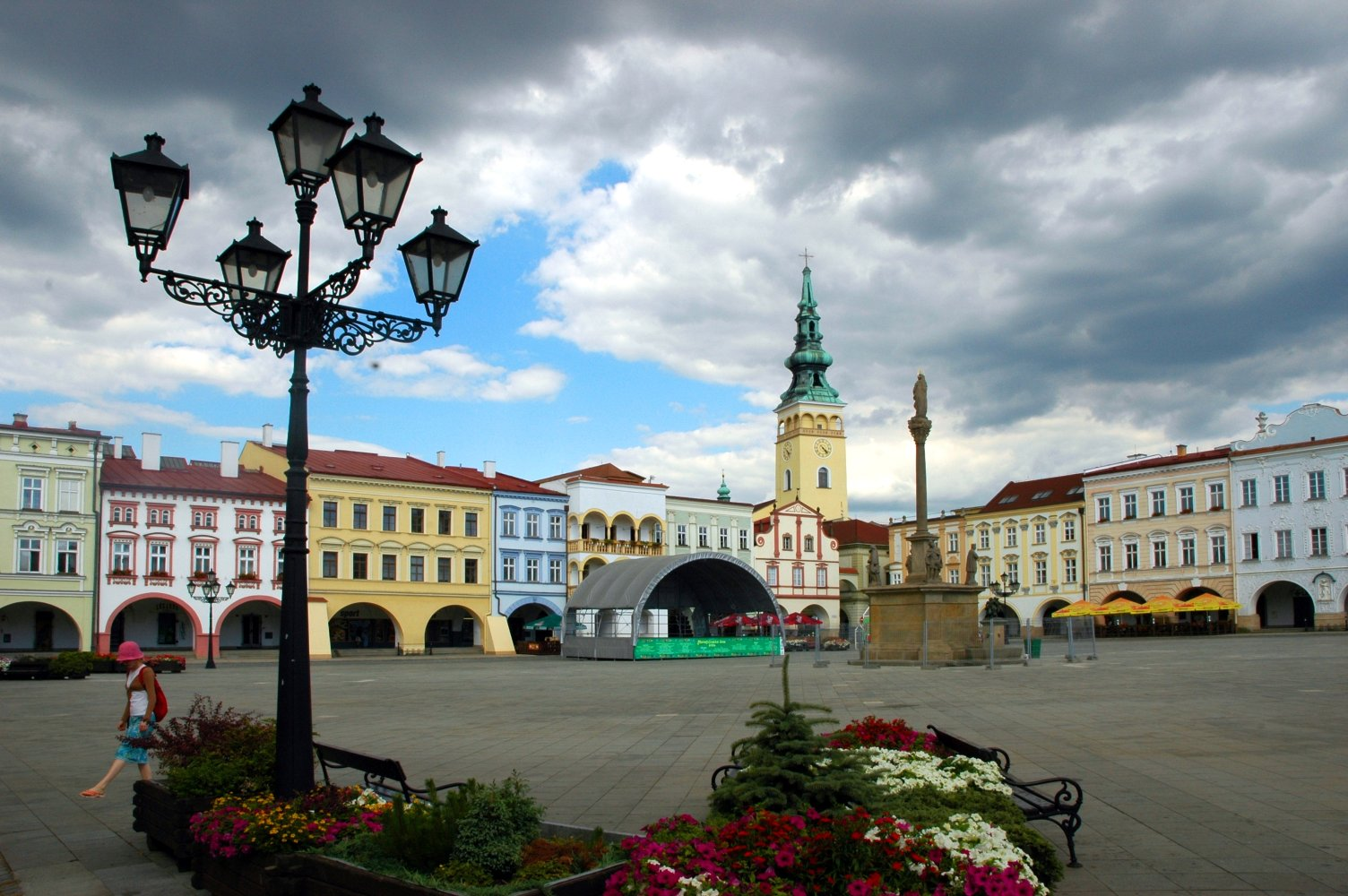
노비이친구의 행정 중심지인 노비이친

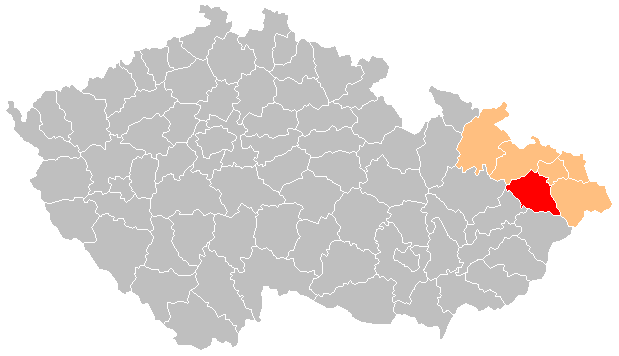
노비이친구의 위치

노비이친구(체코어: Okres Nový Jičín)는 체코 모라바슬레스코주를 구성하는 6개 구 가운데 하나로 행정 중심지는 노비이친이며 면적은 881.59km2, 인구는 151,680명(2019년 1월 1일 기준), 인구 밀도는 170명/km2이다.
모라바슬레스코주 남부에 위치하며 54개 지방 자치체(11개 시, 43개 마을)를 관할한다. 모라바슬레스코주 오파바구, 오스트라바 도시구, 프리데크미스테크구, 즐린주 브세틴구, 올로모우츠주 올로모우츠구, 프르제로프구와 접한다.